# Bredgar
Bredgar är en ort och civil parish i grevskapet Kent i sydöstra England. Orten ligger i distriktet Swale, cirka 4 kilometer sydväst om Sittingbourne och cirka 13 kilometer nordost om Maidstone. Tätorten (built-up area) hade 447 invånare vid folkräkningen år 2021.